# I Classici del Giallo Mondadori dal 801 al 900
|  | I 100 precedenti: I Classici del Giallo Mondadori dal 701 al 800 |

## Dal N.801 al N.900
| N.  | Titolo italiano                             | Autore                  | Titolo originale                                                            | Anno originale | Pubblicazione |
| --- | ------------------------------------------- | ----------------------- | --------------------------------------------------------------------------- | -------------- | ------------- |
| 801 | Saper morire                                | Carter Dickson          | (She died a lady)                                                           | 1943           | 1997          |
| 802 | Angeli nel buio                             | Cornell Woolrich        | (Angels of darkness)                                                        |                | 1997          |
| 803 | Il boia di Cater Street                     | Anne Perry              | (The cater street hangman)                                                  | 1979           | 1997          |
| 804 | Un bacio prima di morire                    | Ira Levin               | (A Kiss Before Dying)                                                       | 1953           | 1997          |
| 805 | Peggio che morto                            | Rex Stout               | (Might as well be dead)                                                     | 1956           | 1997          |
| 806 | La statua che urla                          | Fredric Brown           | (The Screaming Mimi)                                                        | 1949           | 1997          |
| 807 | Erede presunto                              | Henry Wade              | (Heir presumptive)                                                          | 1935           | 1997          |
| 808 | L'indizio incompleto                        | Georgette Heyer         | (The unfinished clue)                                                       | 1934           | 1997          |
| 809 | Fantasmi per l'87º Distretto                | Ed McBain               | (Ghosts)                                                                    | 1980           | 1998          |
| 810 | Sei delitti immaginari                      | AA.VV.                  | (Six against the yard)                                                      |                | 1998          |
| 811 | È troppo facile                             | Agatha Christie         | (Murder is easy)                                                            | 1939           | 1998          |
| 812 | Notte d'angoscia                            | Elizabeth Daly          | (Unexpected night)                                                          | 1940           | 1998          |
| 813 | Manhattan Love Song                         | Cornell Woolrich        | (Manhattan Love Song)                                                       | 1932           | 1998          |
| 814 | Un certo Smith                              | Ruth Rendell            | (Wolf to the slaughter)                                                     | 1967           | 1998          |
| 815 | Sorpresa a mezzogiorno                      | Ellery Queen            | (The french powder mystery)                                                 | 1930           | 1998          |
| 816 | Il condannato muore alle cinque             | Stanislas-André Steeman | (Le condamné meurt à cinq heures)                                           | 1959           | 1998          |
| 817 | Punto cieco                                 | Patricia Wentworth      | (Vanishing point)                                                           | 1953           | 1998          |
| 818 | La scarpina di vetro                        | Mignon G. Eberhart      | (The glass slipper)                                                         | 1938           | 1998          |
| 819 | Lo specchio stregato                        | Patrick Quentin         | (Puzzle for players)                                                        | 1938           | 1998          |
| 820 | Il manoscritto perduto                      | Edmund Crispin          | (Love lies bleeding)                                                        | 1948           | 1998          |
| 821 | Champagne per uno                           | Rex Stout               | (Champagne for one)                                                         | 1958           | 1998          |
| 822 | Parker Pyne indaga                          | Agatha Christie         | (Parker Pyne investigates)                                                  | 1934           | 1998          |
| 823 | L'altra donna                               | Ed McBain               | (Goldilocks)                                                                | 1978           | 1998          |
| 824 | L'automa                                    | John Dickson Carr       | (The crooked hinge)                                                         | 1938           | 1998          |
| 825 | Le orme sul soffitto                        | Clayton Rawson          | (The footprints on the ceiling)                                             | 1939           | 1998          |
| 826 | In ricchezza e in povertà...                | Patricia McGerr         | (For richer, for poorer, till death)                                        | 1969           | 1998          |
| 827 | Il rovescio della medaglia                  | Ellery Queen            | (Double, double)                                                            | 1950           | 1998          |
| 828 | I peccati di Callander Square               | Anne Perry              | (Callander square)                                                          | 1980           | 1998          |
| 829 | Lo specchio del male                        | Helen McCloy            | (Through a glass, darkly)                                                   | 1950           | 1998          |
| 830 | L'ombra di un alibi                         | John Rhode              | (Shadow of an alibi)                                                        | 1948           | 1998          |
| 831 | L'ispettore Tibbs e il morto senza nome     | John Ball               | (The cool cottontail)                                                       | 1966           | 1998          |
| 832 | Morire d'estasi                             | Ngaio Marsh             | (Death in ecstasy)                                                          | 1936           | 1998          |
| 833 | Una mente per uccidere                      | P.D. James              | (A mind for murder)                                                         | 1963           | 1998          |
| 834 | Vespe e veleni                              | Ruth Rendell            | (To fear a painted devil)                                                   | 1965           | 1999          |
| 835 | Colpite al cuore                            | Carter Dickson          | (Seeing is believing)                                                       | 1941           | 1999          |
| 836 | Il terrore corre sul filo                   | Fletcher-Ullman         | (Sorry, wrong number)                                                       | 1948           | 1999          |
| 837 | Corsa ad ostacoli                           | A.A. Fair               | (Fools die on friday)                                                       | 1947           | 1999          |
| 838 | Due colpi in uno                            | Ed McBain               | (King's ransom)                                                             | 1959           | 1999          |
| 839 | Veleno mortale                              | Dorothy L. Sayers       | (Strong poison)                                                             | 1930           | 1999          |
| 840 | Sei per uno                                 | Rex Stout               | (The rubber band)                                                           | 1936           | 1999          |
| 841 | I misteri di Paragon Walk                   | Anne Perry              | (Paragon walk)                                                              | 1981           | 1999          |
| 842 | Dinastia di morti                           | Cornell Woolrich        | (Strangler's serenade)                                                      | 1951           | 1999          |
| 843 | Le tre scimmiette                           | Mignon G. Eberhart      | (Speak No Evil)                                                             | 1941           | 1999          |
| 844 | L'origine del male                          | Ellery Queen            | (The origin of evil)                                                        | 1951           | 1999          |
| 845 | Il patto dei sei                            | Stanislas-André Steeman | (Six hommes morts)                                                          | 1931           | 1999          |
| 846 | Delitti di seta                             | Anthony Berkeley        | (The silk stocking murders)                                                 | 1941           | 1999          |
| 847 | Soluzione estrema                           | Patrick Quentin         | (Danger next door)                                                          | 1951           | 1999          |
| 848 | La casa senza porta                         | Elizabeth Daly          | (The house without the door)                                                | 1942           | 1999          |
| 849 | Il diavolo vestito di velluto               | John Dickson Carr       | (The devil in velvet)                                                       | 1951           | 1999          |
| 850 | Per cause innaturali                        | P.D. James              | (Unnatural causes)                                                          | 1962           | 1999          |
| 851 | Nero Wolfe: la pistola scomparsa            | Rex Stout               | (Nero Wolfe devises a stratagen, the copkiller, the dazzle dan murder case) | 1951           | 1999          |
| 852 | Quattro signore scomparse                   | Stuart Palmer           | (Four lost ladies)                                                          | 1949           | 1999          |
| 853 | Un caso per tre detective                   | Leo Bruce               | (Case for three detectives)                                                 | 1936           | 1999          |
| 854 | Ouverture per un delitto                    | Ngaio Marsh             | (Overture to death)                                                         | 1939           | 1999          |
| 855 | Nel bene e nel male                         | Ed McBain               | (Rumpelstiltskin)                                                           | 1981           | 1999          |
| 856 | Orrore                                      | Ursula Curtiss          | (The wasp)                                                                  | 1963           | 1999          |
| 857 | La camera gialla                            | Mary Roberts Rinehart   | (The yellow room)                                                           | 1945           | 1999          |
| 858 | Rebus per otto                              | Elizabeth Ferrars       | (A tale of two murders)                                                     | 1959           | 1999          |
| 859 | Il laccio rosso                             | Edgar Wallace           | (The frightened lady)                                                       | 1933           | 1999          |
| 860 | Il gatto dalle molte code                   | Ellery Queen            | (Cat of many tails")                                                        | 1949           | 2000          |
| 861 | Chi è William Smith?                        | Patricia Wentworth      | (The case of William Smith)                                                 | 1950           | 2000          |
| 862 | Perché uccidere Patience?                   | Carter Dickson          | (He wouldn't kill Patience)                                                 | 1944           | 2000          |
| 863 | Ogni cosa ha il suo prezzo                  | James Hadley Chase      | (There's always a price tag)                                                | 1956           | 2000          |
| 864 | Lew Archer e il brivido blu                 | Ross MacDonald          | (The blue hammer)                                                           | 1976           | 2000          |
| 865 | Il flauto tragico                           | Ruth Rendell            | (Put on by cunning)                                                         | 1981           | 2000          |
| 866 | Nel cuore del lago                          | J.J. Connington         | (The boat-house riddle)                                                     | 1931           | 2000          |
| 867 | Si parte alle sei                           | Cornell Woolrich        | (Deadline at dawn)                                                          | 1944           | 2000          |
| 868 | Il fantasma e Miriam Lake                   | Rufus King              | (Design in evil)                                                            | 1942           | 2000          |
| 869 | L'astuccio d'oro                            | Mignon G. Eberhart      | (The hangman's whip)                                                        | 1940           | 2000          |
| 870 | Hildegarde e il Codice 44                   | Stuart Palmer           | (The puzzle of the red stallion)                                            | 1935           | 2000          |
| 871 | Il mistero della lampada accesa             | Erle Stanley Gardner    | (The case of the smoking chimney)                                           | 1943           | 2000          |
| 872 | Gideon di Scotland Yard                     | J.J. Marric             | (Gideon's night)                                                            | 1957           | 2000          |
| 873 | Il terrore che mormora                      | John Dickson Carr       | (He who whispers)                                                           | 1946           | 2000          |
| 874 | Troppo caldo per l'87º Distretto            | Ed McBain               | (Heat)                                                                      | 1981           | 2000          |
| 875 | La casa dei sogni                           | Agatha Christie         | (While the light lasts and other stories)                                   | 1997           | 2000          |
| 876 | Nero Wolfe: prima di morire                 | Rex Stout               | (Trouble in triplicate)                                                     | 1945           | 2000          |
| 877 | Il re è morto                               | Ellery Queen            | (The king is dead)                                                          | 1952           | 2000          |
| 878 | La morte nel villaggio                      | Edmund Crispin          | (The long divorce)                                                          | 1951           | 2000          |
| 879 | Strada senza ritorno                        | David Goodis            | (Street of no return)                                                       | 1954           | 2000          |
| 880 | Il mistero di casa Garden                   | S.S. Van Dine           | (The garden murder case)                                                    | 1935           | 2000          |
| 881 | Una pallottola per Erroll Flynn             | Stuart M. Kaminsky      | (A bullet for a star)                                                       | 1977           | 2000          |
| 882 | L'arciere fantasma                          | Edgar Wallace           | (The green archer)                                                          | 1923           | 2000          |
| 883 | La bella e la bestia                        | Ed McBain               | (Beauty and the beast)                                                      | 1982           | 2000          |
| 884 | I delitti di Babbo Natale                   | Fredric Brown           | (Murder can be fun)                                                         | 1948           | 2000          |
| 885 | Scandalo a Cardington Crescent              | Anne Perry              | (Cardington Crescent)                                                       | 1987           | 2000          |
| 886 | Corpo contundente                           | Georgette Heyer         | (A blunt instrument)                                                        | 1938           | 2001          |
| 887 | La casa                                     | John Dickson Carr       | (Deadly hall)                                                               | 1971           | 2001          |
| 888 | Le lettere scarlatte                        | Ellery Queen            | (The scarlet letters)                                                       | 1953           | 2001          |
| 889 | Tutti colpevoli                             | E.C.R. Lorac            | (Murder in the mill race)                                                   | 1952           | 2001          |
| 890 | Cockrill perde la testa                     | Christianna Brand       | (Heads you lose)                                                            | 1941           | 2001          |
| 891 | L'ispettore vede giallo                     | Ruth Rendell            | (The speaker of mandarin)                                                   | 1983           | 2001          |
| 892 | L'invisibile signor Green                   | John Sladek             | (Invisible green)                                                           | 1977           | 2001          |
| 893 | La luce alla finestra                       | Cornell Woolrich        |                                                                             |                | 2001          |
| 894 | Inganno per quattro                         | Margaret Millar         | (Do evil in return)                                                         | 1950           | 2001          |
| 895 | Delitto nel municipio                       | Henry Wade              | (The dying alderman)                                                        | 1930           | 2001          |
| 896 | H.M. e il fantasma di un amore              | Carter Dickson          | (A graveyard to let)                                                        | 1949           | 2001          |
| 897 | Nero Wolfe: la lega degli uomini spaventati | Rex Stout               | (The league of the frightened men)                                          | 1935           | 2001          |
| 898 | Il fante di quadri                          | Anthony Boucher         | (The case of the crumpled knave)                                            | 1939           | 2001          |
| 899 | Crociera tragica                            | Rufus King              | (Murder on the yacht)                                                       | 1931           | 2001          |
| 900 | Il grande errore                            | Mary Roberts Rinehart   | (The great mistake)                                                         | 1940           | 2001          |

|  | I 100 successivi: I Classici del Giallo Mondadori dal 901 al 1000 |